# Мертвий Півень
«Ме́ртвий Пі́вень» (рус. «Мёртвый Петух») — украинская музыкальная группа.

## История
Группа была основана студентом Львовского университета Любомиром Футорским в 1989 году. Первый концерт был дан в 1990 году на фестивале «Вывих» (укр. «Вивих»). «Мертвий Півень» начинал как акустический коллектив, но потом, с приходом новых участников, их стиль заметно изменился.
Дебютный альбом «Ето» записан в 1991 году после завершения фестиваля «Червона рута», где группа заняла первое место в номинации исполнителей авторской песни.
6 октября 2009 года группа отметила своё двадцатилетие, представив в рамках арт-проекта «Мастер-класс» программу из 20 знаковых песен за 20 лет существования.
Цель проекта – на протяжении нового музыкального сезона показать двадцатку лучших украинских музыкантов, которые, по сути, создали отечественную рок-музыку.Александр Стасов, продюсер арт-проекта «Мастер-класс»

## Участники

### Первоначальный состав

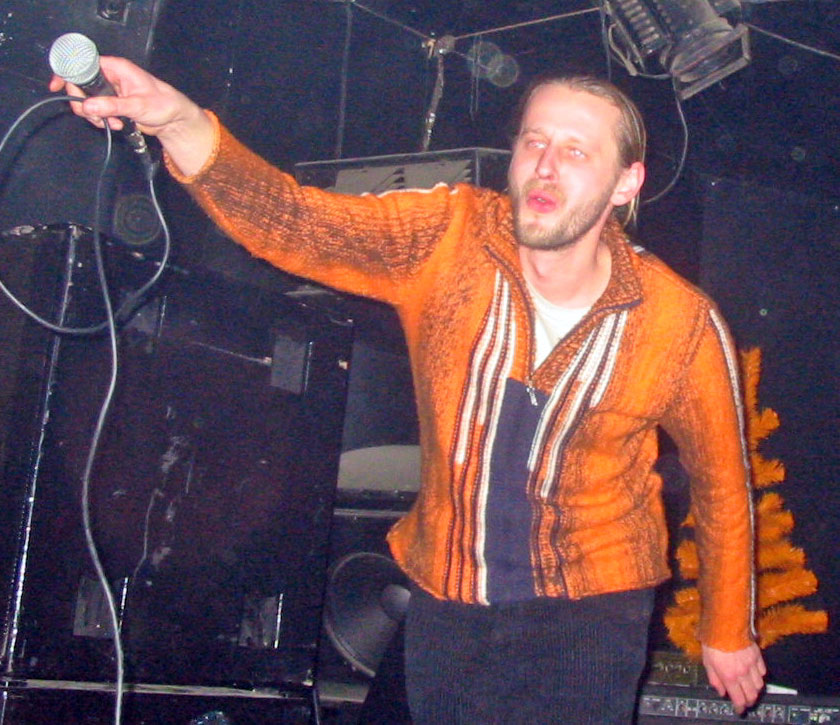
Михаил «Місько» Барбара

- Любомир «Любко», «Футор» Футорский — основатель группы
- Роман «Ромко Сигал» Чайка — гитара
- Михаил «Місько» Барбара (1971 — † 11 октября 2021) — вокал
- Ярина Якубяк — вокал
- Юрий Чопик — гитара
- Роман «Ромко» Рось — скрипка

### Присоединились позже
- Андрей Пидкивка — флейта
- Олег Сук — басист (1992)
- Андрей Пятаков — барабанщик (1992)
- Серафим Поздняков — барабанщик (заменил Андрея Пятакова)
- Вадим Балаян — барабанщик (заменил Серафима Позднякова)
- Андрей Надольский — барабанщик (2002)
- Иван Небесный — клавишник (2002)

## Дискография
| Дата выхода | Название                                         |
| ----------- | ------------------------------------------------ |
| 1992        | Ето                                              |
| 1993        | Мервий півень '93                                |
| 1994        | Підземне зоо (1994) Live in studio               |
| 1995        | Live у Львові                                    |
| 1996, 1997  | IL Testamento                                    |
| 1997        | Міський бог Ерос                                 |
| 1998        | Шабадабада                                       |
| 2003        | Афродизіяки (вместе с Виктором Морозовым)        |
| 2006        | Пісні Мертвого Півня                             |
| 2008        | Кримінальні сонети (вместе с Юрием Андруховичем) |
| 2008        | Вибраний народом                                 |
| 2009        | Made in ЮА                                       |
| 2011        | Радіо Афродита                                   |